# Albert Barth (Architekt)

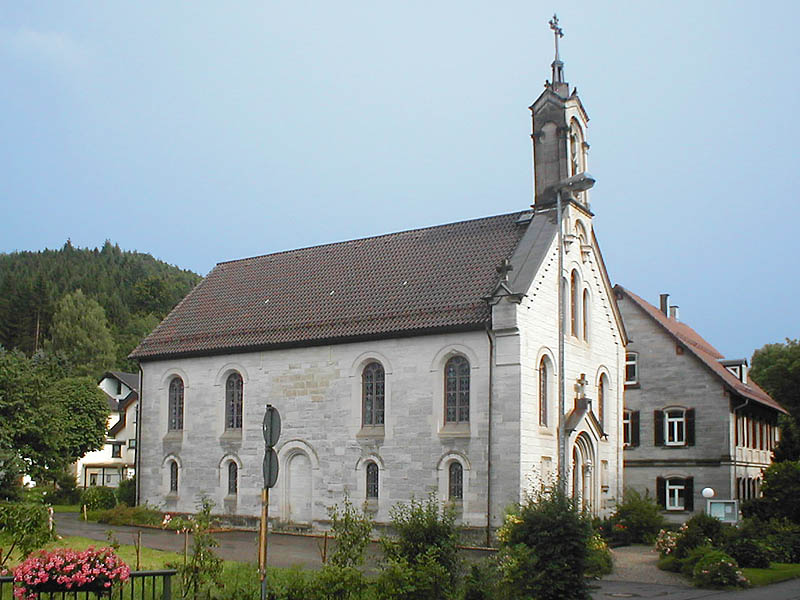
Kirche in Neulautern

Albert Barth (* 1814 in Stuttgart; † 1885 ebenda) war ein deutscher Architekt.
Barth war der Sohn des Stuttgarter Architekten Gottlob Georg Barth (1777–1848). Er war in Heilbronn tätig und erbaute im Heilbronner Umland mehrere Kirchen und Pfarrhäuser. Zu seinen Werken zählen der Bau der evangelischen Kirchen in Neuhütten (1863) und Neulautern (1866), die katholische Kirche St. Cornelius und Cyprian in Biberach (1859, abgerissen 1984) sowie gemeinsam mit Paul Burkhardt die evangelische Kirche in Fürfeld (1874).